# Zádor
Zádor là một thị trấn thuộc hạt Baranya, Hungary. Thị trấn này có diện tích 15,22 km², dân số năm 2010 là 345 người, mật độ 23 người/km².